# Quần đảo Nicobar

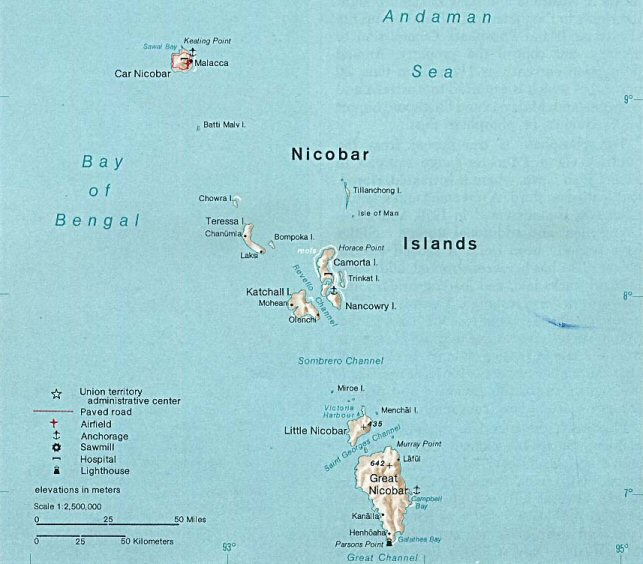
Bản đồ nhóm đảo Nicobar

Quần đảo Nicobar là một nhóm 22 hòn đảo ở phía đông Ấn Độ Dương. Vị trí của nó là ở phía bắc Aceh cách 150 km, phía nam quần đảo Andaman cách 150 km qua eo biển Ten Degree, phía tây biển Andaman.
Quần đảo Nicobar thực chất là một vòng cung đảo hình thành bởi sự va chạm giữa mảng Ấn-Úc và mảng Á-Âu. Chính sự va chạm này đã làm nổi lên dãy núi Himalaya và quần đảo Indonesia, bao gồm cả dãy núi Arakan ở Myanmar, quần đảo Andaman, các quần đảo Banyak và Mentawai (phía tây đảo Sumatra). Ở đây thường xuyên xảy ra động đất. 

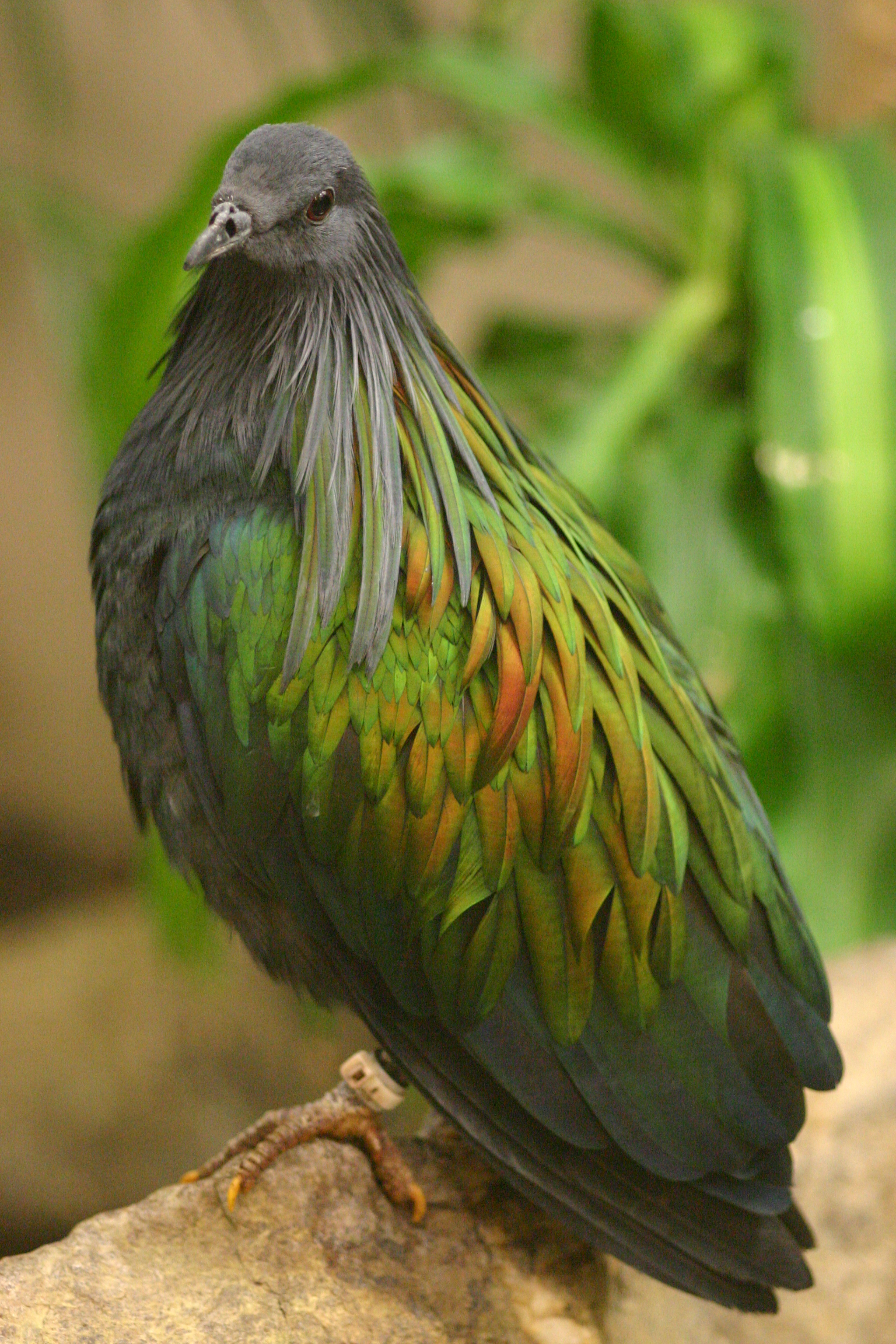
Một con bồ câu Nicobar

Khí hậu ở đây là khí hậu nhiệt đới gió mùa điển hình, nóng ẩm, mưa nhiều. Hệ thực vật phong phú chía làm hai nhóm. Rừng thực vật ngập mặn ở bờ biển và rừng mưa nhiệt đới trên các núi.
Hàng ngàn năm trước, những tộc người thuộc nhóm ngôn ngữ Môn-Khmer đã đến đây định cư. Hiện nay, người ta thấy có 6 dân tộc-ngôn ngữ thuộc nhóm này ở Nicobar. Sâu trong đảo Nicobar Lớn còn có tộc người Shomben, có lẽ thuộc nhóm ngôn ngữ Đa đảo.
Nhóm đảo Nicobar, về mặt hành chính, chính là huyện Nicobar nằm trong vùng lãnh thổ liên bang Quần đảo Andaman và Nicobar của Ấn Độ.